# Hợp kim vàng-titan
Trong luyện kim, vàng titan (Ti-Au hoặc Au-Ti) dùng để chỉ một hợp kim bao gồm titan và vàng. Hợp kim này được sử dụng trong nha khoa, gốm sứ và đồ trang sức. Giống như nhiều hợp kim khác, hợp kim vàng titan có độ bền dẻo, độ bền kéo, độ cứng và từ tính cao hơn so với các kim loại cấu thành của nó.
Vào tháng 7 năm 2016, các nhà nghiên cứu đã phát hiện ra một hợp kim titan-vàng dạng β-Ti3Au (nói đúng ra là một hợp chất liên kim), cứng hơn titan tới 4 lần.